# Autoserica desquamifera
Autoserica desquamifera är en skalbaggsart som beskrevs av Brenske 1901. Autoserica desquamifera ingår i släktet Autoserica och familjen Melolonthidae. Inga underarter finns listade.